# Francis Thomas Bratranek

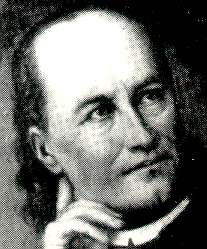
Francis Thomas Bratranek

Francis Thomas Bratranek bzw. tschechisch František Tomáš Bratranek (* 3. November 1815 in Jedovnice; † 2. August 1884 in Brünn) war ein österreichischer Philosoph, Germanist, Literaturhistoriker und Hochschullehrer.

## Leben
Bratranek besuchte die Grundschule und das Gymnasium in Brünn und trat 1834 in das Augustinerkloster in Alt Brünn ein. Sein Studium begann er an der Franzens-Universität Olmütz (siehe Palacký-Universität Olmütz), ehe ihn Abt Cyrill Napp zur Weiterbildung an die Universität Wien schickte. Er studierte Philosophie und promovierte im Jahre 1839. In Wien schloss er Bekanntschaft mit Ottilie von Goethe, der Schwiegertochter von Johann Wolfgang von Goethe, und ihren Söhnen Walther und Wolfgang.
Nach der Promotion kehrte er nach Brünn zurück und arbeitete als Sekretär des Abtes und von 1841 bis 1843 als Assistent von Ignác Jan Hanuš an der Universität Lemberg. Nachdem František Matouš Klácel die Professur wegen seiner freidenkerischen Ansichten und des Verdachtes auf Panslawismus entzogen worden war, wurde Bratranek 1844 nach Brünn zurückberufen und folgte Klácel als Professor für Philosophie auf dem bischöflichen philosophischen Institut nach.
Urlaubsreisen in die Nachbarländer nutzte Bratranek zur Kontaktaufnahme mit führenden Persönlichkeiten der Wissenschaft und Kultur, wie etwa Friedrich Wilhelm Joseph Schelling, Friedrich Adolf Trendelenburg, Theodor Mundt oder Karl August Varnhagen von Ense. Bei dessen Reisen kaufte er auch Fachliteratur, die in Österreich verboten war.
Während der Revolution von 1848/1849 im Kaisertum Österreich kooperierte er mit der Tschechisch-Mährischen Brüderschaft und stand in Kontakt zu Klácel, Božena Němcová, Ignác Jan Hanuš und Jan Ivan Helcelet. Im Juni 1848 war er gemeinsam mit Hanuš und Helcelet Augenzeuge der Intervention von Alfred II. zu Windisch-Grätz in Prag und versuchte, Klácel von einer Teilnahme an der Frankfurter Nationalversammlung zu überzeugen.
1851 wurde er außerordentlicher und 1853 ordentlicher Professor für Deutsche Literatur an der Jagiellonen-Universität in Krakau. Von 1864 bis 1865 war Bratranek Dekan der Fakultät der Künste und von 1866 bis 1867 Rektor der Universität.
Die letzten Lebensjahre von 1881 bis zu seinem Tod verbrachte er im Augustinerkloster in Alt Brünn.

## Schriften (Auswahl)
- Zur Entwicklung des Schönheitsbegriffes, 1841
- Handbuch der deutschen Literaturgeschichte, 1850
- Beiträge zu einer Ästhetik der Pflanzenwelt, Leipzig 1853
- Ästhetische Studien, Wien 1853
- Goethes naturwissenschaftliche Korrespondenz I-III, Wien 1874–1876
- Goethes Briefwechsel mit den Gebrüdern von Humboldt, Leipzig 1876
- Goethes Egmont und Schillers Wallenstein. Eine Parallele der Dichter; Cotta’scher Verlag, Stuttgart 1892